# Gord (archeologia)

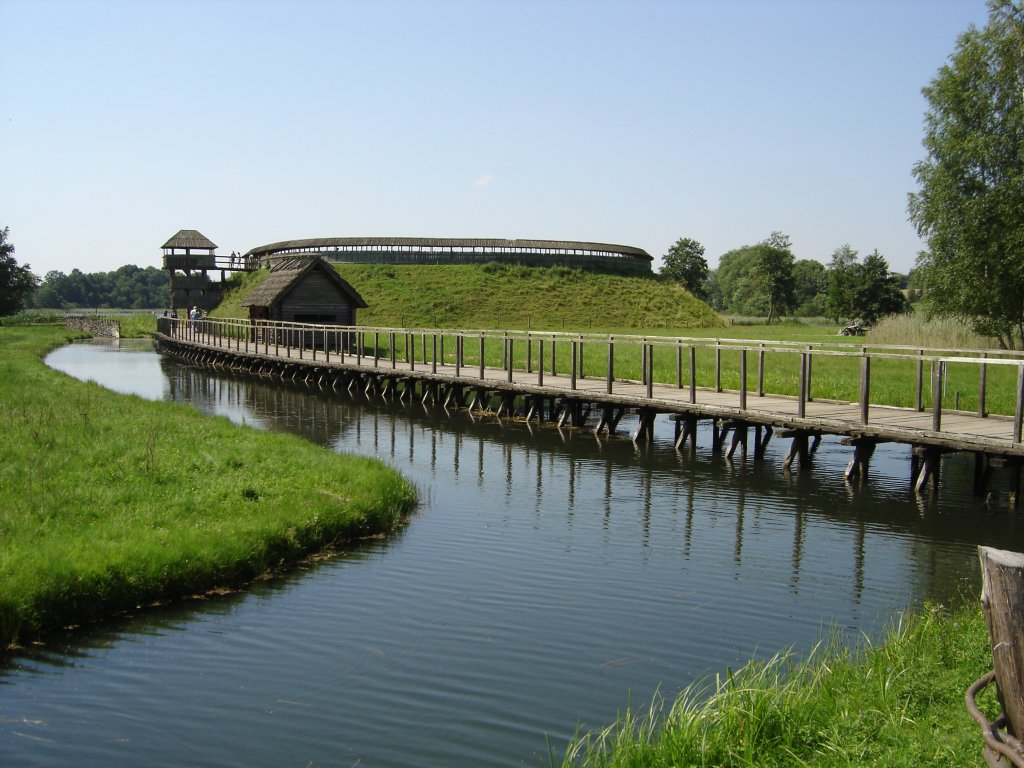
Ricostruzione di un gord slavo occidentale a Groß Raden, Germania

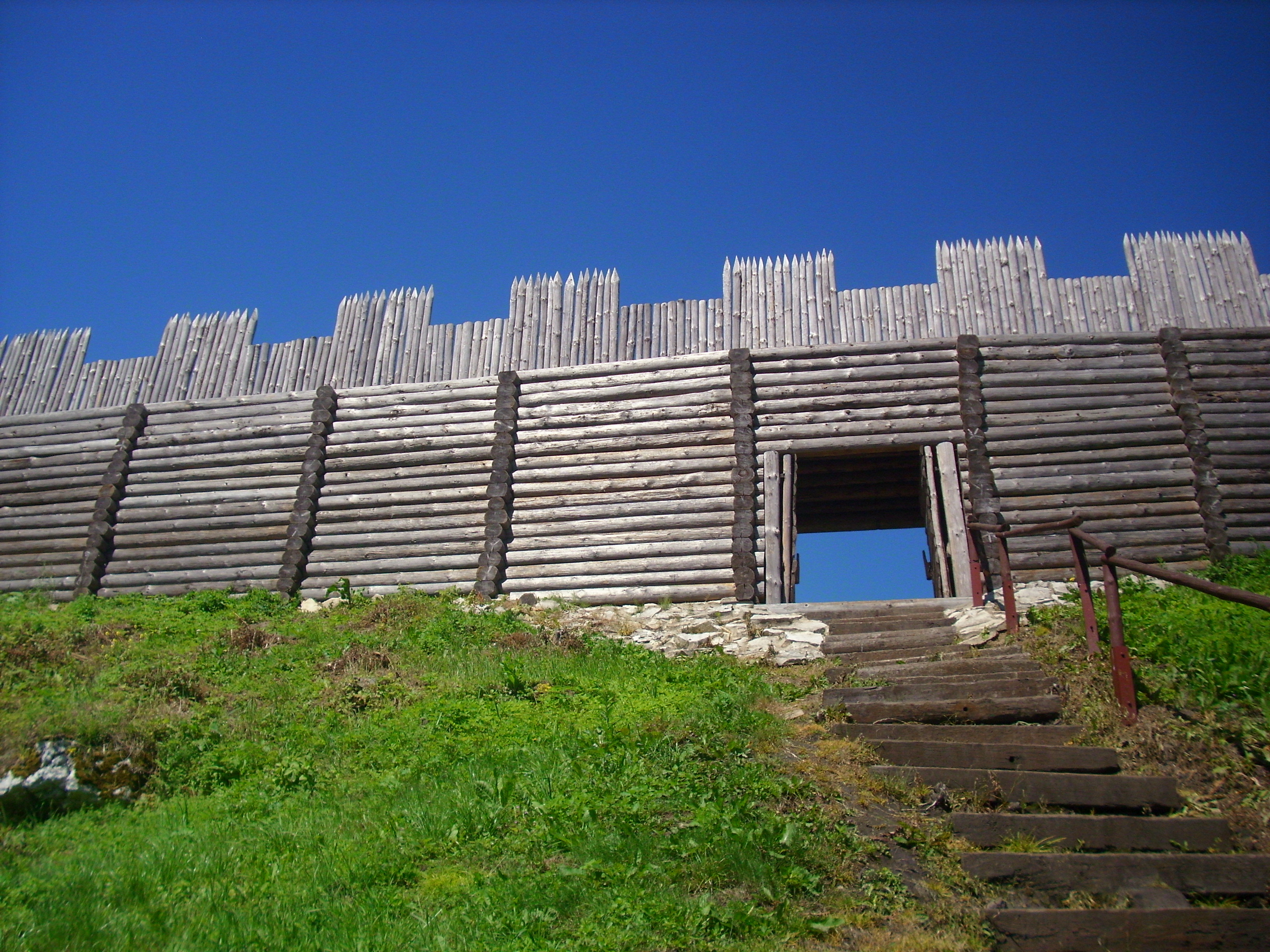
Sezione della ricostruzione di una fortificazione a Birów presso Ogrodzieniec, Polonia

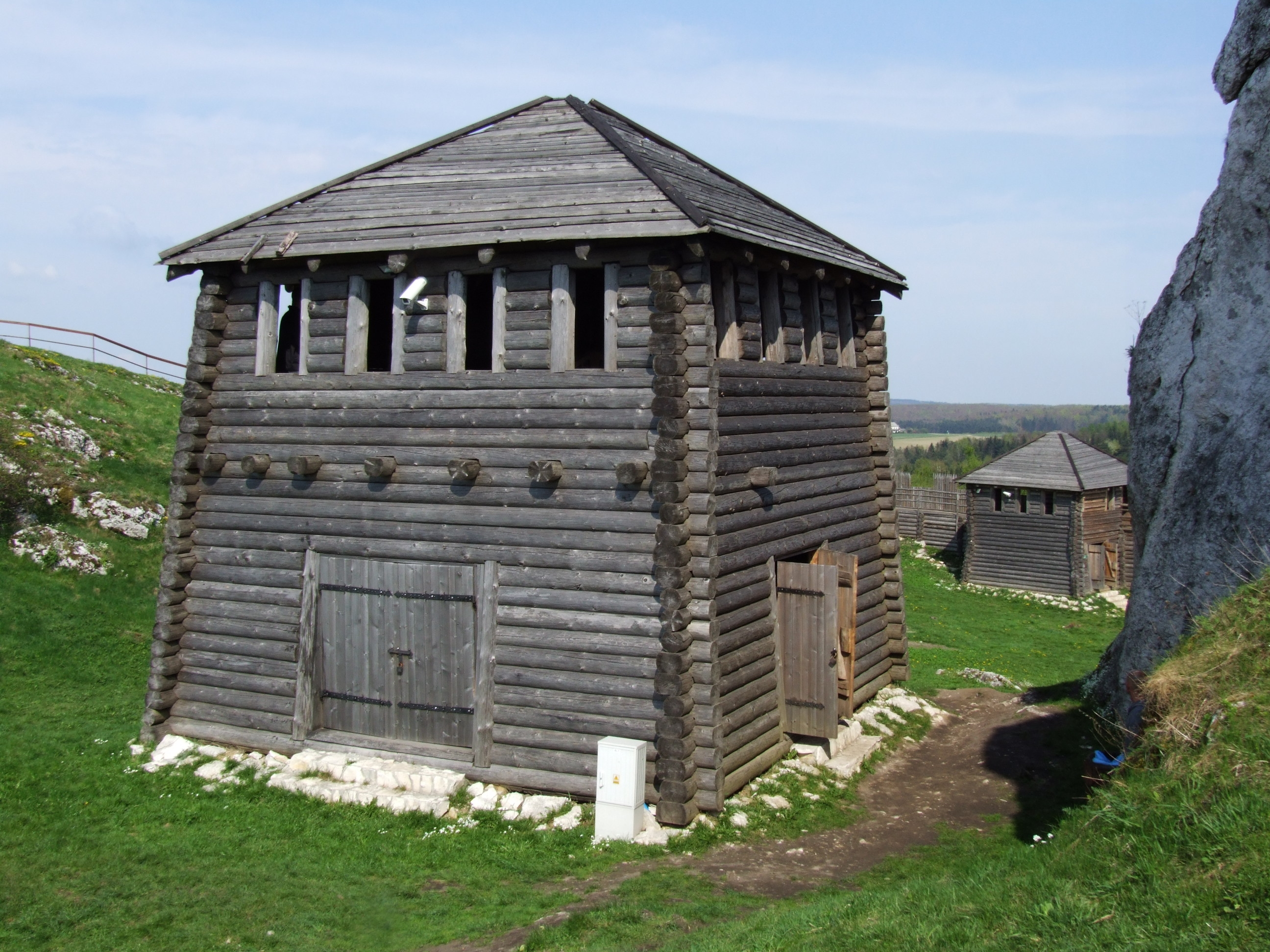
Parte della ricostruzione di una fortificazione a Birów

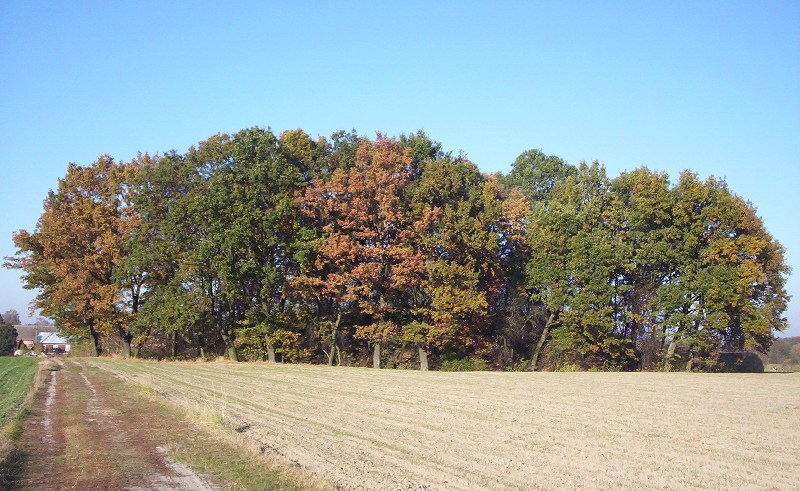
Grodzisko a Stara Rawa, Polonia

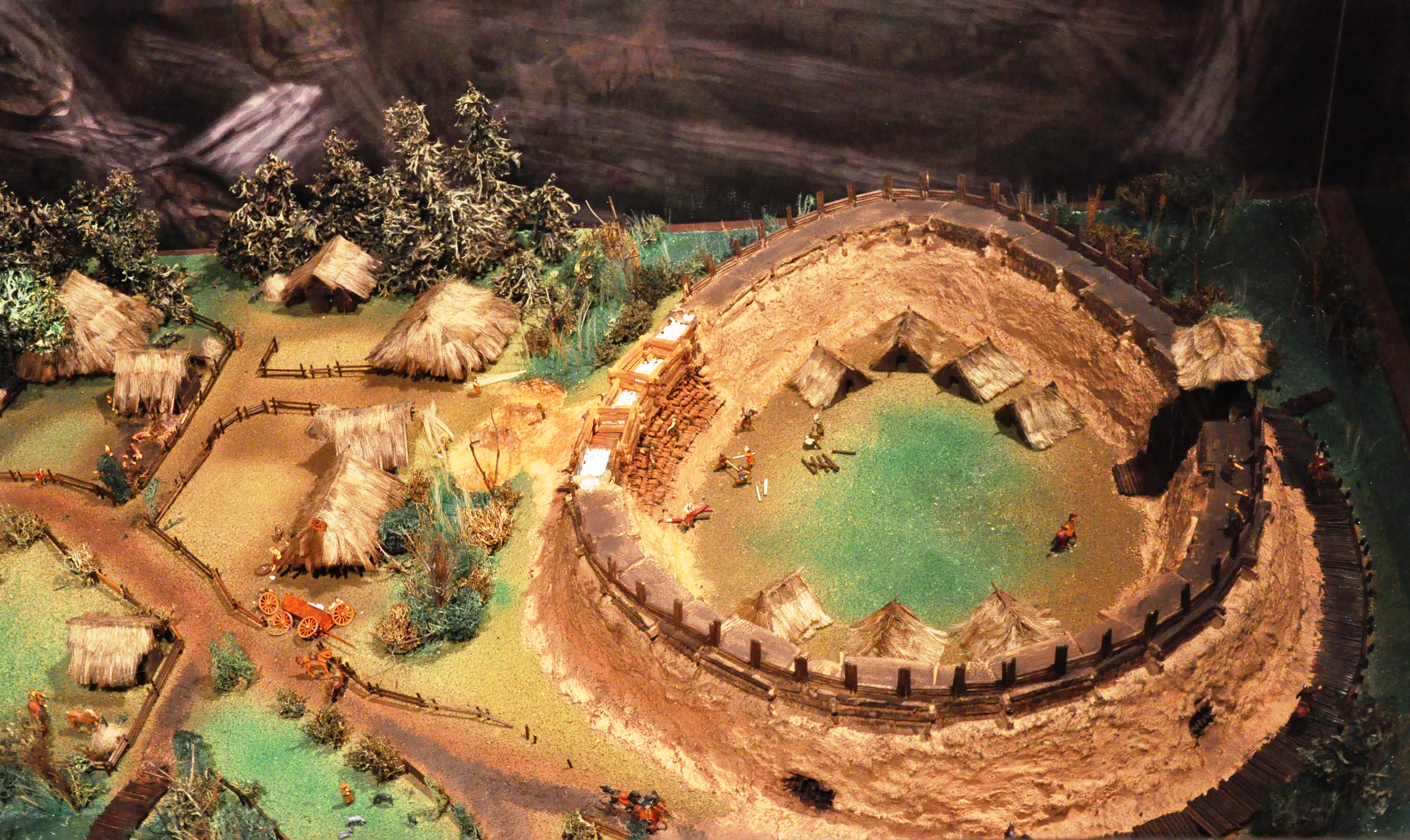
Modello del gord di Bródno nel Museo archeologico nazionale di Varsavia

Gord è il termine usato per indicare un tipo di insediamento fortificato slavo costruito in legno; si usa a volte il termine tedesco burgwall per indicare tali siti. I gord furono costruiti durante la tarda età del bronzo e dell'età del ferro dalla cultura lusaziana (1300-500 a.C. circa) e più tardi nell'VIII-VII secolo d.C., nei territori corrispondenti oggi a Polonia, Repubblica Ceca, Ungheria, Slovacchia, Germania orientale, Romania, Moldavia, Bielorussia e Ucraina occidentale. Questi insediamenti erano di solito fondati su siti strategici come colline, sponde del fiume, isole lacustri o penisole.

## Costruzione ed evoluzione
Un gord tipico era un gruppo di case di legno costruite in file o in cerchi, circondate da uno o più anelli di mura fatte di terra e legno, una palizzata e/o fossati. Alcuni erano a forma di anello, con una recinzione o un muro circolare, ovale o occasionalmente poligonale che circondava uno spazio vuoto. Altri, costruiti su una collina naturale o un tumulo artificiale, erano a forma di cono. Quelli con una difesa naturale su un lato, come un fiume o un lago, erano solitamente a ferro di cavallo. La maggior parte dei gord sono stati costruiti in aree densamente popolate in siti che offrivano particolari vantaggi naturali.
Quando le tribù slave si univano per formare degli stati, i gord furono costruiti per scopi difensivi in aree di confine meno popolate. I gord in cui risiedevano i governanti o che si trovavano sulle rotte commerciali si espansero rapidamente. Vicino al gord, o ai piedi di esso, si formarono piccole comunità di servitori, mercanti, artigiani e altri che servivano gli abitanti di rango più elevati del gord. Ciascuna di queste comunità era conosciuta come un suburbium (in polacco: podgrodzie). I suoi abitanti potevano proteggersi all'interno delle mura del gord in caso di pericolo. Alla fine anche il suburbium acquisì la propria recinzione o muro. Nell'alto medioevo, il gord si trasformò in un castello o in una cittadella (il cremlino) e il suburbium in una città.
Alcuni gord non resisterono alla prova del tempo e furono abbandonati o distrutti, trasformandosi gradualmente in tumuli o anelli di terra più o meno distinguibili (da cui i termini gorodische in russo, grodzisko in polacco, horodyshche in ucraino, hradisko in slovacco, hradiště in ceco, gradiška/ градишка in serbo). Importanti siti archeologici con gord sono Biskupin, in Polonia e Bilsk, in Ucraina.

## Etimologia
Il termine discende in definitiva dalla radice ricostruita della radice proto-indoeuropea ǵʰortós. Da questa stessa radice derivano gli elementi di parole germaniche *gard e *gart (come Stuttgart/Stoccarda), e probabilmente anche i nomi di Graz, Austria e Gartz, Germania. Imparentate sono le parole inglesi yard, garth, girdle e court. Pure imparentata ma meno strettamente è la parola latina hortus.
Più lontano, nell'antico Iran, un insediamento fortificato in legno era chiamato gerd, o certa che significa pure giardino (vedi le antiche città iraniane con la desinenza *certa come Hunoracerta). In lingua ungherese kert significa letteralmente circondato. Divenne jerd sotto la successiva influenza araba. Burugerd o Borujerd è una città nell'ovest dell'Iran. Il suffisso indiano -garh, che significa forte in hindi, sanscrito e altre lingue indo-iraniche, appare in molti nomi di luoghi indiani. Dato che sia le lingue slave slavo che l'indo-iraniano derivano dell'indoeuropeo e che ci sono numerose somiglianze nel vocabolario russo e nel vocabolario sanscrito, è plausibile che garh e gorod siano correlati, sebbene questo sia fortemente contraddetto dal fonema /g/ in indo-iraniano, che non può essere un riflesso del palatovelare indo-europeo /*ǵ/.
La parola proto-slava *gordъ successivamente si differenziava in grad (cirillico: град) e gorod (Cyrillic: город), ecc.  È la radice di varie parole nelle moderne lingue slave che si riferiscono a recinzioni o aree recintate (in ucraino horodyty, in ceco ohradit, in russo ogradit, in serbo-croato ograditi e in polacco ogradzać e grodzić). Si è anche evoluto in parole che definiscono un giardino:
- Ucraino: город (horod)
- Russo: огород (ogorod)
- Serbo, bulgaro e macedone: градина (gradina)
- Serbo: ograda
- Polacco: Ogród
- Slovacco: Záhrada
- Ceco: Zahrada

Inoltre, ha fornito numerose e moderne parole slave per una città o una città:
- Russo: Gorod
- Antica lingua pomerana e moderno casciubo: Gard
- Bulgaro, croato, macedone e serbo град (grad)
- Slovacco e ceco hrad o sloveno grad (la parola moderna per castello)
- Polacco: gród

I nomi di molte città dell'Europa centrale e orientale si rifanno al loro passato come gord. Alcuni di essi sono in paesi che una volta erano abitati principalmente da popoli di lingua slava ma ora non lo sono più. Sono ad esempio toponimi derivati da gord: Horodok, -Gorod, -Hrod, -Harad, -Hrud, -Horod, -Hrad, -Gard, -Grod, -Grad.
La parola polacca per suburbium, podgrodzie, significa letteralmente un insediamento sotto una città: il gród era spesso costruito in cima a una collina, e il podgrodzie ai suoi piedi. (Il prefisso slavo pod-, che significa "sotto/ai piedi" e discendente dalla radice proto-indoeuropea pṓds, che significa piede, è equivalente al latino sub-). La parola sopravvive nei nomi di diversi villaggi (Podgrodzie, Voivodato dei Precarpazi) e distretti della città (ad esempio, quello di Olsztyn), così come nei nomi dei comuni tedeschi Puttgarden, presso Wagria e Putgarten presso Rügen.